# Saint-Marcel-lès-Sauzet
Pour les articles homonymes, voir Saint-Marcel.
Saint-Marcel-lès-Sauzet est une commune française située dans le département de la Drôme en région Auvergne-Rhône-Alpes.

## Géographie

### Localisation
Saint-Marcel-lès-Sauzet est situé à 7 km au nord-est de Montélimar. Elle est rattachée à la communauté d'agglomération de cette commune.

### Hydrographie
Le territoire de la commune est bordé au sud par le Roubion.

### Climat
Pour des articles plus généraux, voir Climat d'Auvergne-Rhône-Alpes et Climat de la Drôme.
En 2010, le climat de la commune est de type climat méditerranéen franc, selon une étude du Centre national de la recherche scientifique s'appuyant sur une série de données couvrant la période 1971-2000. En 2020, Météo-France publie une typologie des climats de la France métropolitaine dans laquelle la commune est exposée à un climat méditerranéen et est dans la région climatique  Provence, Languedoc-Roussillon, caractérisée par une pluviométrie faible en été, un très bon ensoleillement (2 600 h/an), un été chaud (21,5 °C), un air très sec en été, sec en toutes saisons, des vents forts (fréquence de 40 à 50 % de vents > 5 m/s) et peu de brouillards. 
Pour la période 1971-2000, la température annuelle moyenne est de 13,2 °C, avec une amplitude thermique annuelle de 17,8 °C. Le cumul annuel moyen de précipitations est de 889 mm, avec 7 jours de précipitations en janvier et 4 jours en juillet. Pour la période 1991-2020, la température moyenne annuelle observée sur la station météorologique de Météo-France la plus proche, « Montboucher-S-Jabron », sur la commune de Montboucher-sur-Jabron à 4 km à vol d'oiseau, est de 13,6 °C et le cumul annuel moyen de précipitations est de 915,0 mm,. Pour l'avenir, les paramètres climatiques de la commune estimés pour 2050 selon différents scénarios d'émission de gaz à effet de serre sont consultables sur un site dédié publié par Météo-France en novembre 2022.

### Voies de communication et transports
Le territoire communal est traversé par l'autoroute A7.

## Urbanisme

### Typologie
Au 1er janvier 2024, Saint-Marcel-lès-Sauzet est catégorisée bourg rural, selon la nouvelle grille communale de densité à 7 niveaux définie par l'Insee en 2022.
Elle appartient à l'unité urbaine de Montélimar, une agglomération inter-départementale dont elle est une commune de la banlieue,. Par ailleurs la commune fait partie de l'aire d'attraction de Montélimar, dont elle est une commune de la couronne,. Cette aire, qui regroupe 45 communes, est catégorisée dans les aires de 50 000 à moins de 200 000 habitants,.

### Occupation des sols
L'occupation des sols de la commune, telle qu'elle ressort de la base de données européenne d’occupation biophysique des sols Corine Land Cover (CLC), est marquée par l'importance des territoires agricoles (45,4 % en 2018), en diminution par rapport à 1990 (52,1 %). La répartition détaillée en 2018 est la suivante : 
zones agricoles hétérogènes (34,7 %), forêts (29,7 %), zones urbanisées (24,9 %), terres arables (10,7 %). L'évolution de l’occupation des sols de la commune et de ses infrastructures peut être observée sur les différentes représentations cartographiques du territoire : la carte de Cassini (XVIIIe siècle), la carte d'état-major (1820-1866) et les cartes ou photos aériennes de l'IGN pour la période actuelle (1950 à aujourd'hui).

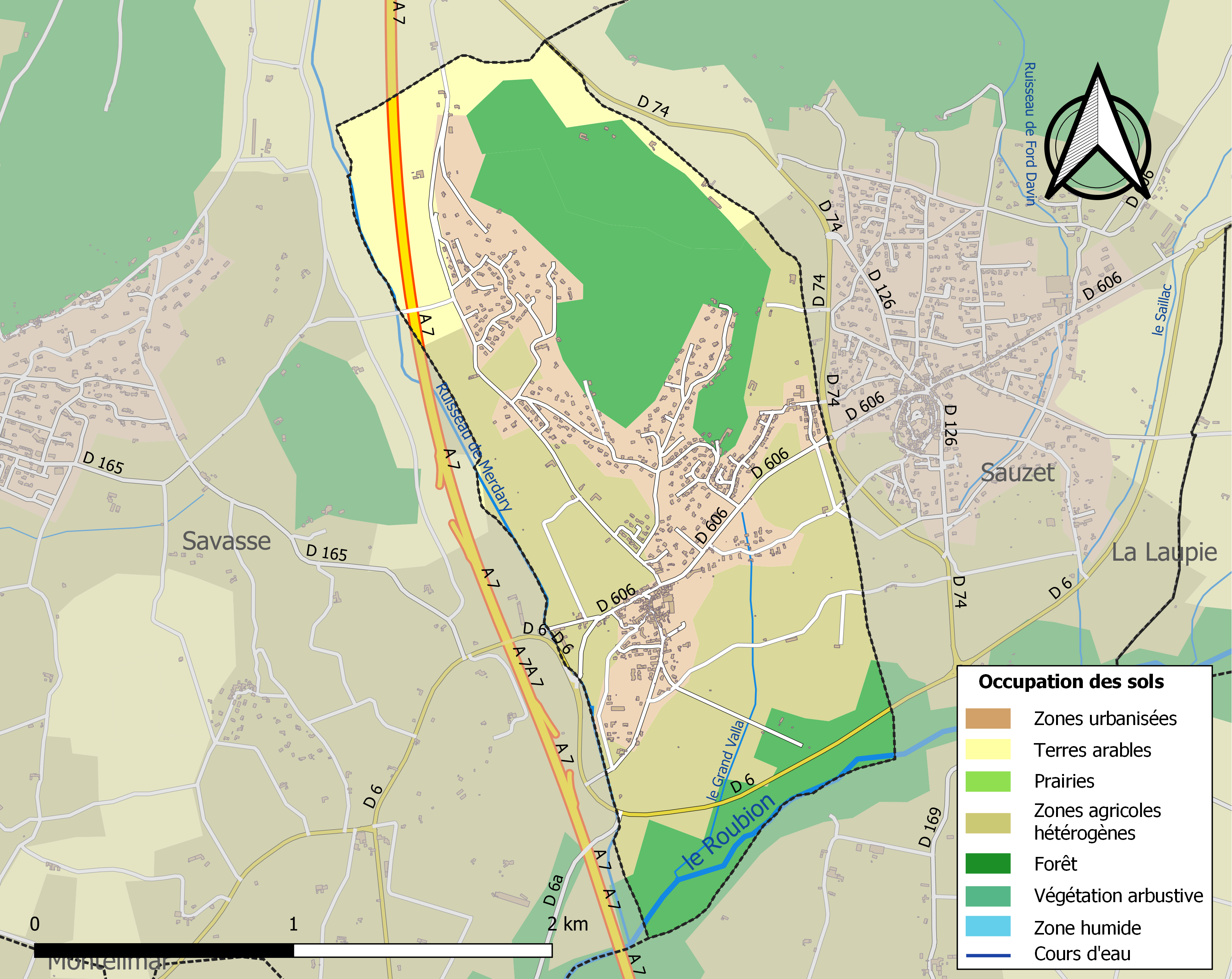
Carte des infrastructures et de l'occupation des sols de la commune en 2018 (CLC).

## Toponymie

### Attestations
- Le bourg aurait porté le nom de *Fellin- (Félines) jusqu'à la fondation du monastère au Xe siècle[13].
- 985 : locus Beati Marcelli que dicitur Fellinis (cartulaire de Cluny, 1715)[14].
- 1125 : Sanctus Marcellus de Salzeto (Bibl. Cluniacensis, 1377)[14].
- 1125 : mention du prieuré : prioratus Sancti Marcelli de Salzeto (Bibl. Cluniacensis, 1377)[15].
- 1198 : Sanctus Marcellus de Sauze alias de Sauciaco (cartulaire de Die, 47)[14].
- 1198 : mention du prieuré : prioratus Sancti Marcelli de Sauze ou de Sauciaco[15].
- 1282 : Sanctus Marcellus de Sazzeto et Sanctus Marcellus de Sacceto (visites de Cluny)[14].
- 1282 : mention du prieuré : prioratus Sancti Marcelli de Sazzeto et Sanctus Marcellus de Sacceto (visites de Cluny)[15].
- 1323 : Sanctus Marcellus de Sazeto (visites de Cluny)[14].
- 1323 : mention du prieuré : Sanctus Marcellus de Sageto (Défin. de Cluny)[15].
- XIVe siècle : Sanctus Marcellus de Sauzeto (pouillé de Valence)[14].
- XIVe siècle : mention du prieuré : prioratus Sancti Marcelli de Sauzeto (pouillé de Valence)[15].
- 1376 : Sanctus Marcellus prope Sauzetum (cartulaire de Montélimar, 68)[14].
- 1376 : mention du prieuré : prioratus Sancti Marcelli prope Sauzetum (cartulaire de Montélimar, 68)[15].
- 1380 : Sainct Marcel proche Saubzet (inventaire de la chambre des comptes)[14].
- XVe siècle : Sanctus Marcellus de Sauseto (rôle de décimes)[14].
- XVe siècle : mention du prieuré : prioratus Sancti Marcelli de Sauseto (rôle de décimes)[15].
- 1510 : Sanctus Marcellus Saulzeti (rôle de décimes)[14].
- 1510 : mention du prieuré : prioratus Sancti Marcelli Saulzeti (rôle de décimes)[15].
- 1515 : Sanctus Marcellus secus Sauzetum (rôle de décimes)[14].
- 1543 : mention du prieuré : le prioré Sainct Marceau (inventaire de la chambre des comptes)[15].
- 1555 : mention du prieuré : prioratus Sancti Marcelli secus Sauzetum (inventaire de la chambre des comptes)[15].
- 1793 : Beauvallon[14] [appellation révolutionnaire].
- 1891 : Saint-Marcel-de-Sauzet, commune du canton de Marsanne[14].
- 1891 : Le Prieuré, église forte et couvent de la commune de Saint-Marcel-de-Sauzet[15].

(non daté)[réf. nécessaire] : Saint-Marcel-lès-Sauzet.

### Étymologie
Le toponyme Sauzet de la commune voisine viendrait de la présence de nombreux saules en bordure du Roubion[réf. nécessaire].

## Histoire

### Antiquité: les Gallo-romains
Le bourg aurait porté le nom de *Fellin- (Félines), probablement en raison de Fellinus, une divinité païenne invoquée contre les vents[réf. nécessaire].

### Du Moyen Âge à la Révolution
La seigneurie : au point de vue féodal, Saint-Marcel-lès-Sauzet faisait partie de la terre de Sauzet. Cependant, la seigneurie fut un moment aux mains des prieurs (1520) à qui elle avait été engagée.
En 985, le prieuré de l'ordre de Saint-Benoît, filiation de Cluny, est fondé par les comtes de Valentinois.

Autre version : en 985 le comte Lambert, de la maison des Poitiers, puis son fils Adhémar en 1037, par « donation et vente de terres, biens et droits » aux religieux bénédictins de Cluny, sont à l'origine de la fondation d'un monastère[réf. nécessaire].

Ce monastère est l'un des plus anciens centres chrétiens du Dauphiné.
Du XIIIe au XVe siècle, ce monastère jouit de droits importants, notamment de juridiction, sur plusieurs dépendances parfois éloignées : Alba (diocèse de Viviers), Plan de Baix (diocèse de Die), Réauville en Tricastin[réf. nécessaire].
Le village se développe à côté du prieuré, profitant du canal qui alimente le prieuré, ses terres et le moulin[réf. nécessaire].
Jusqu'en 1323, Saint-Marcel appartient à la famille des Poitiers[réf. nécessaire].
En 1521, François 1er vend cette propriété à Humbert de Mons, prieur de Saint-Marcel, mais en reprend possession en 1525, après avoir remboursé Humbert de Mons[réf. nécessaire].
Du XVIe au XVIIe siècle, la période des guerres de Religion est marquée par la présence d'un prieur, François Louis Faure, de triste réputation[réf. nécessaire].
En 1642, la seigneurie passe aux princes de Monaco (famille des Grimaldi) alors duc de Valentinois. Ils seront les derniers seigneurs[réf. nécessaire].
Avant 1790, Saint-Marcel-lès-Sauzet était une communauté de l'élection, subdélégation et sénéchaussée de Montélimar.

Elle formait une paroisse du diocèse de Valence, dont l'église était celle d'un prieuré de l'ordre de Saint-Benoît, filiation de Cluny, et dont les dîmes appartenaient au prieur, qui pourvoyait au service paroissial (voir le Prieuré).

Du prieuré dépendaient les prieurés de Aups, Autichamp, Espeluche, le Plan-de-Baix, Puygiron et Roynac. Le titulaire de ce prieuré était décimateur dans les paroisses de Sauzet, Saint-Marcel-lès-Sauzet et Savasse.

### De la Révolution à nos jours
Dès 1789, les moines de Saint-Marcel abandonnent le prieuré qui est pillé. Les titres et papiers sont brûlés, les statues mutilées. Les biens, église et prieuré, sont vendus[réf. nécessaire].
En 1790, la commune est comprise dans le canton de Sauzet. La réorganisation de l'an VIII (1799-1800) la place dans le canton de Marsanne.
Pour suivre le décret de la Convention du 25 vendémiaire an II invitant les communes ayant des noms pouvant rappeler les souvenirs de la royauté, de la féodalité ou des superstitions, à les remplacer par d'autres dénominations, la commune choisit de porter le nom de Beauvallon.
En 1831, l'église est restituée à la commune[réf. nécessaire].
En décembre 1851, l'administration révoque le maire et son adjoint « pour n'avoir fait preuve d'aucune énergie » pour empêcher la participation de la population à une insurrection contre le pouvoir[réf. nécessaire].
En 1863, des pères maristes s'installent au prieuré jusqu'à la fin du XIXe siècle[réf. nécessaire].

## Politique et administration

### Liste des maires
| Période                                  | Période                       | Identité        | Étiquette | Qualité  |
| ---------------------------------------- | ----------------------------- | --------------- | --------- | -------- |
| Les données manquantes sont à compléter. |                               |                 |           |          |
| 1965                                     | mars 2008                     | Robert Goulet   |           |          |
| mars 2008                                | mars 2014                     | Bernard Kessler |           |          |
| mars 2014                                | En cours (au 23 janvier 2015) | Yves Lévêque    | SE        | retraité |

## Population et société

### Démographie
L'évolution du nombre d'habitants est connue à travers les recensements de la population effectués dans la commune depuis 1793. Pour les communes de moins de 10 000 habitants, une enquête de recensement portant sur toute la population est réalisée tous les cinq ans, les populations de référence des années intermédiaires étant quant à elles estimées par interpolation ou extrapolation. Pour la commune, le premier recensement exhaustif entrant dans le cadre du nouveau dispositif a été réalisé en 2006.

En 2022, la commune comptait 1 231 habitants, en évolution de −1,28 % par rapport à 2016 (Drôme : +2,64 %, France hors Mayotte : +2,11 %).
| 1793 | 1800 | 1806 | 1821 | 1831 | 1836 | 1841 | 1846 | 1851 |
| ---- | ---- | ---- | ---- | ---- | ---- | ---- | ---- | ---- |
| 267  | 241  | 319  | 374  | 479  | 459  | 464  | 473  | 430  |

| 1856 | 1861 | 1866 | 1872 | 1876 | 1881 | 1886 | 1891 | 1896 |
| ---- | ---- | ---- | ---- | ---- | ---- | ---- | ---- | ---- |
| 424  | 430  | 379  | 392  | 370  | 340  | 335  | 314  | 300  |

| 1901 | 1906 | 1911 | 1921 | 1926 | 1931 | 1936 | 1946 | 1954 |
| ---- | ---- | ---- | ---- | ---- | ---- | ---- | ---- | ---- |
| 309  | 295  | 278  | 240  | 227  | 219  | 201  | 211  | 248  |

| 1962 | 1968 | 1975 | 1982 | 1990  | 1999  | 2006  | 2011  | 2016  |
| ---- | ---- | ---- | ---- | ----- | ----- | ----- | ----- | ----- |
| 271  | 358  | 405  | 620  | 1 025 | 1 104 | 1 116 | 1 151 | 1 247 |

| 2021  | 2022  | - | - | - | - | - | - | - |
| ----- | ----- | - | - | - | - | - | - | - |
| 1 250 | 1 231 | - | - | - | - | - | - | - |

### Enseignement
La commune est rattachée à l'académie de Grenoble.

### Manifestations culturelles et festivités
- Fête communale : le dernier dimanche de juillet[13].
- Fête patronale : le deuxième dimanche d'octobre[13].
- Animation artistique et culturelle : village fleuri, son et lumière, manifestations folkloriques, foire au troc[13].

### Médias
Ici Drôme Ardèche est une radio publique diffusée sur son territoire et sur la totalité du département.

### Cultes
La communauté catholique et l'église de la commune sont rattachées à la Paroisse Paroisse Sainte Anne sur Roubion et Jabron qui dépend du diocèse de Valence, doyenné de Cléon-d'Andran.

## Économie
En 1992 : céréales, vignes, ovins.

## Culture locale et patrimoine

### Lieux et monuments
- Vestiges anciens du bourg[13].
- Porte fortifiée de l'enceinte[réf. nécessaire].
- Prieuré (XIIe siècle). Redevenu bien privé au début du XXe siècle, les bâtiments ont été transformés en appartements en 1986[réf. nécessaire].
- Église (MH) : ancienne abbatiale Saint-Marcel (XIIe siècle) de style roman provençal : chapiteaux à feuilles d'eau, croisée du transept couverte d'une coupole octogonale sur trompes ornées, chœur en berceau brisé[13].
- Fontaine[13].
- Château du Serret[13].

### Patrimoine culturel
Une photo de l'église a été prise en 1895 par Séraphin-Médéric Mieusement, photographe français de monuments historiques et d'édifices religieux.

### Héraldique, logotype et devise
|  | Saint-Marcel-lès-Sauzet possède des armoiries dont l'origine et le blasonnement exact ne sont pas disponibles. |